# Église Saint-Jean-hors-les-murs
L'église Saint-Jean-hors-les-murs (Chiesa di San Giovanni Fuorcivitas en italien) est un complexe religieux de style roman important dans le centre de Pistoia.
Le nom « hors les murs » est habituel pour les églises de l'époque car leur construction étaient à l'extérieur des murs de Pistoia. L'église est directement en dehors du premier cercle des murs de la ville, elle fait partie d'un groupe d'églises dédiées aux apôtres qui entourent la ville construites après la conversion des Lombards au catholicisme.

## Intérieur

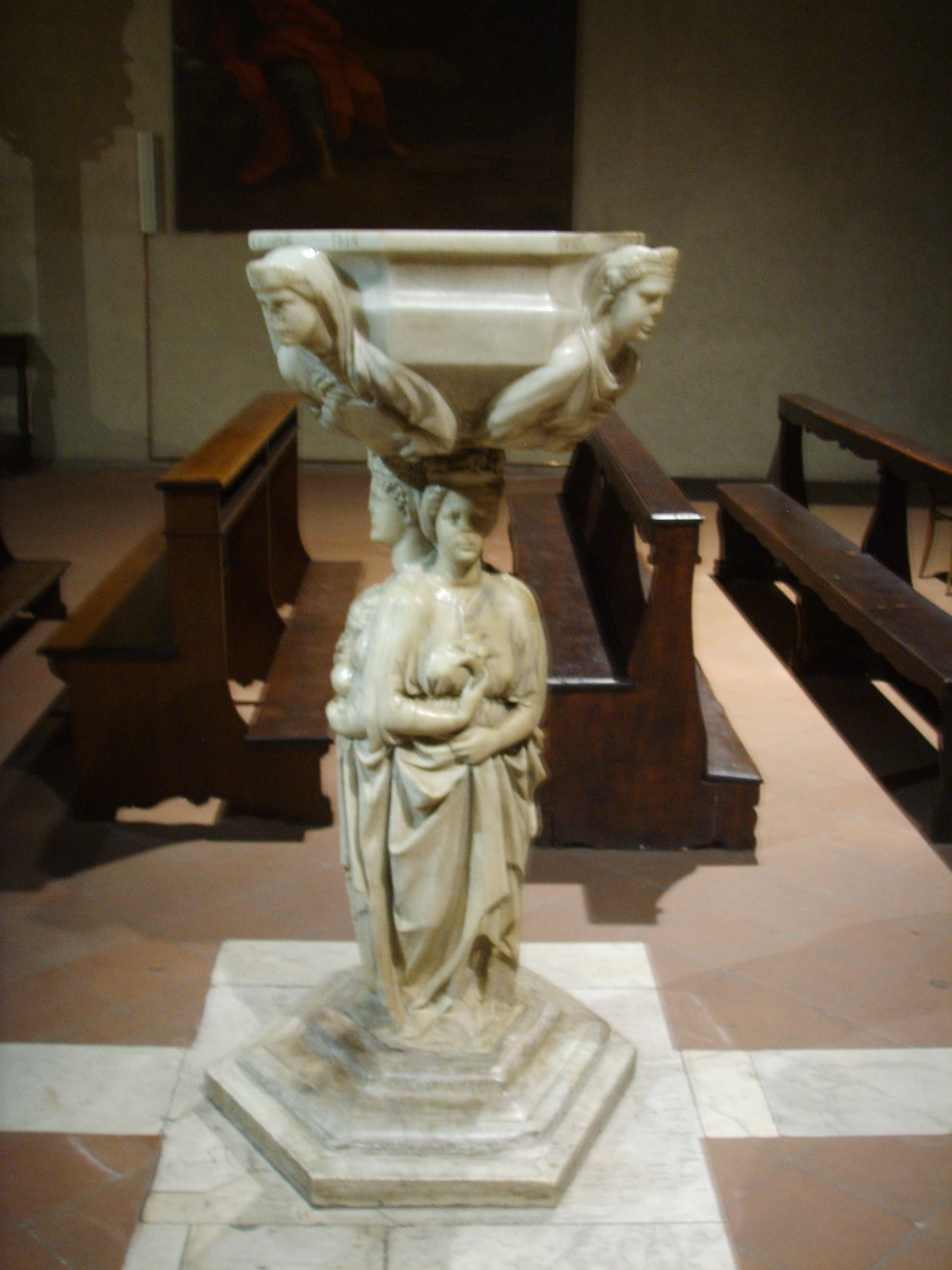
L'acquasantiera (école de Pisano).
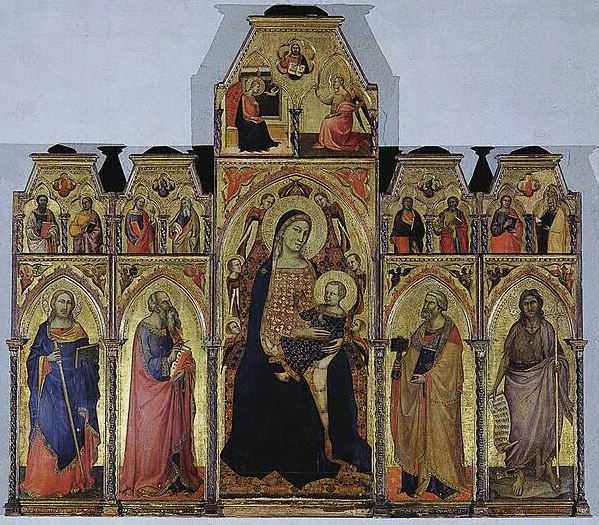
Polyptyque de Taddeo Gaddi.
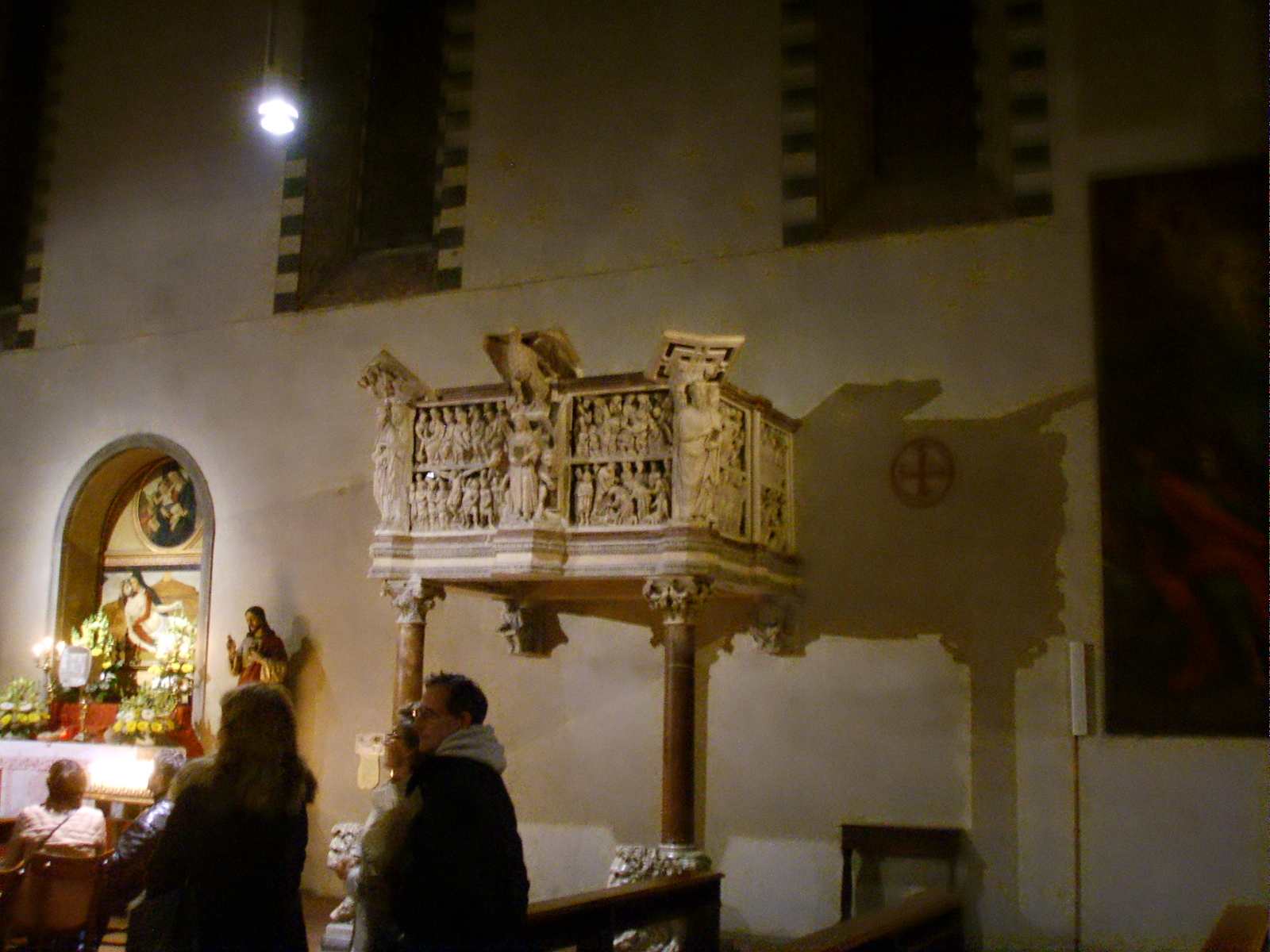
Chaire de Fra Guglielmo.
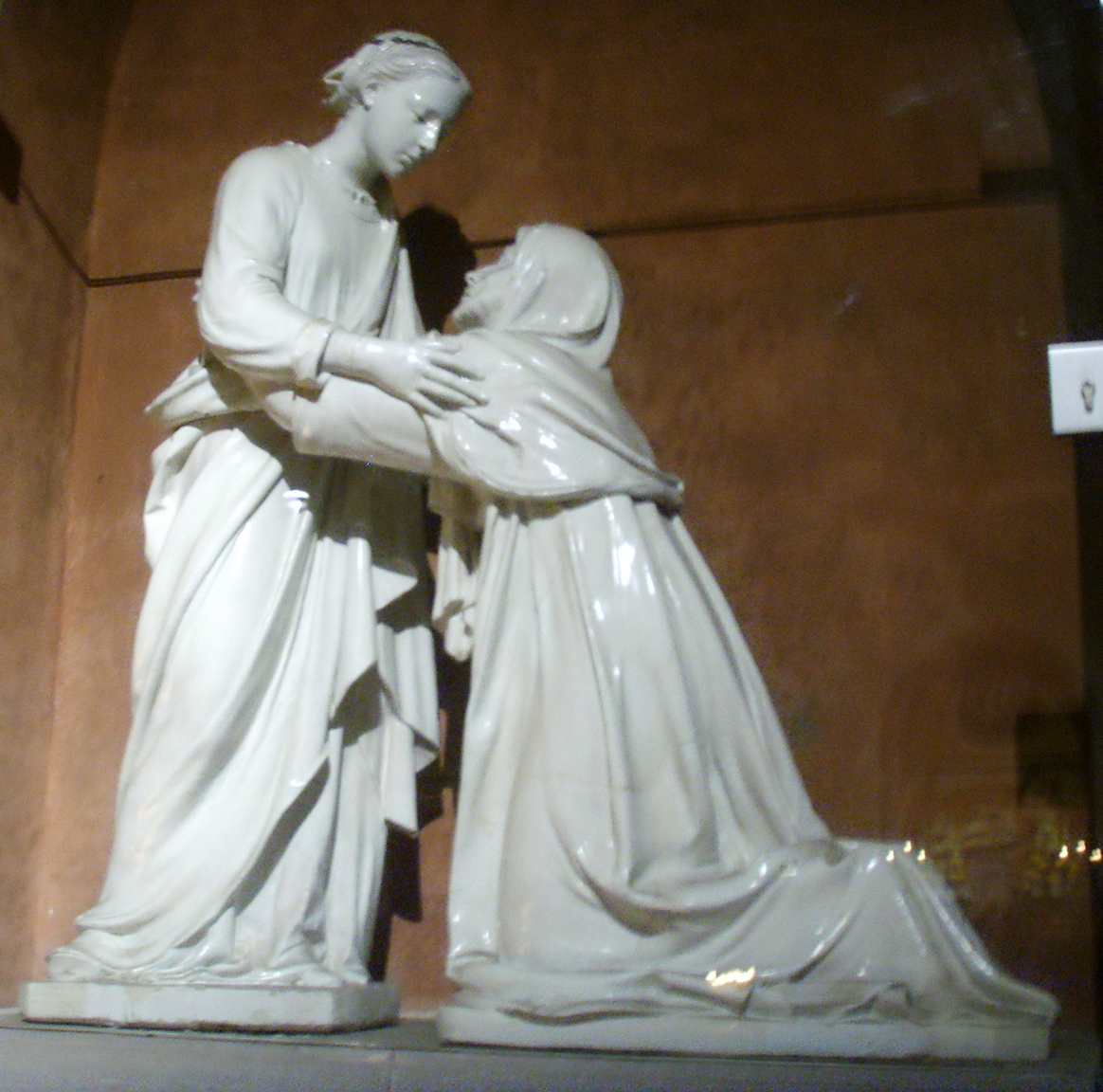
Visitazione de Luca della Robbia.

## Source de traduction
- (it) Cet article est partiellement ou en totalité issu de l’article de Wikipédia en italien intitulé « Chiesa di San Giovanni Fuorcivitas » (voir la liste des auteurs).